# Петро Данилович

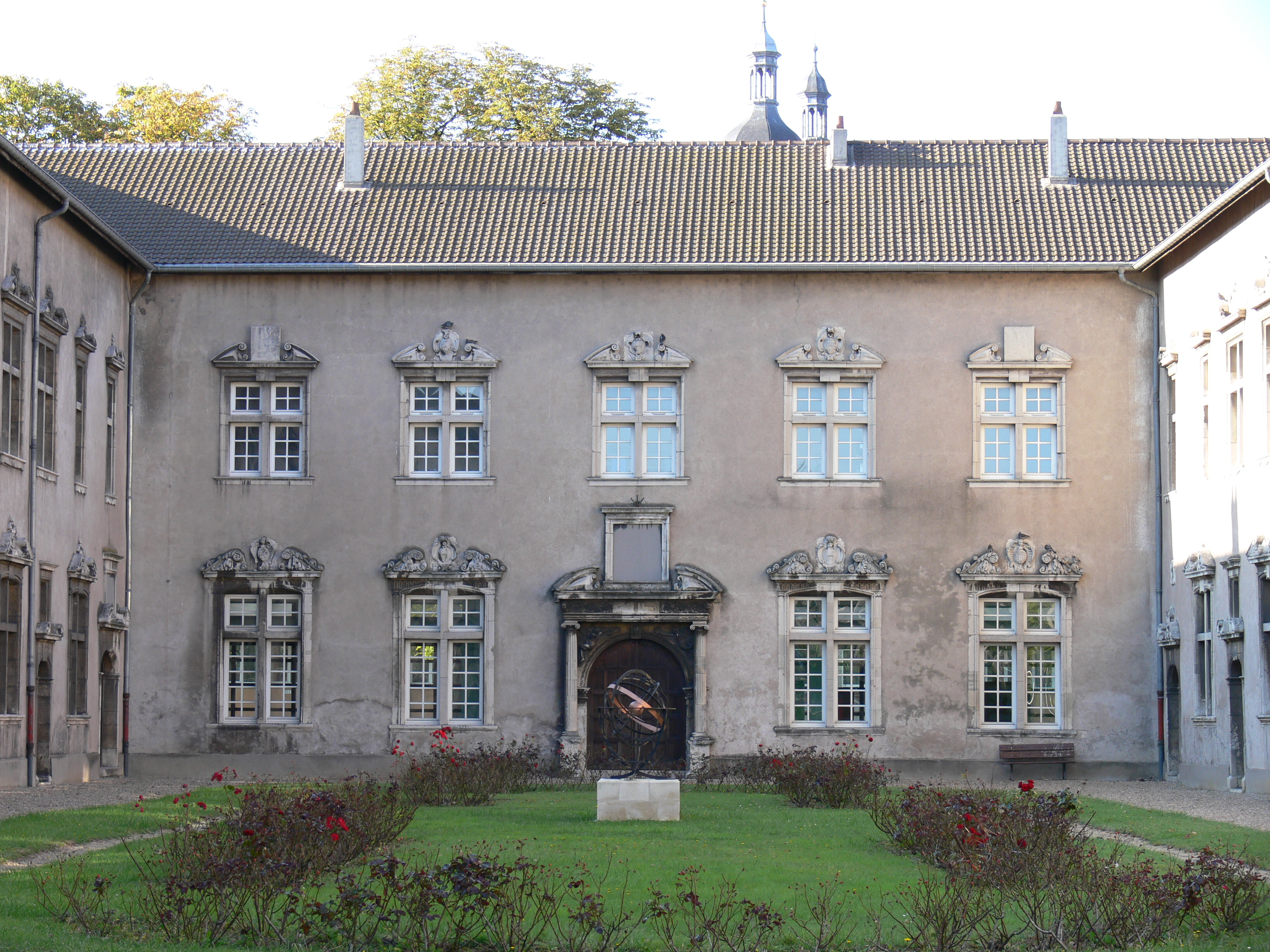
Університет у Понт-а-Муссоні

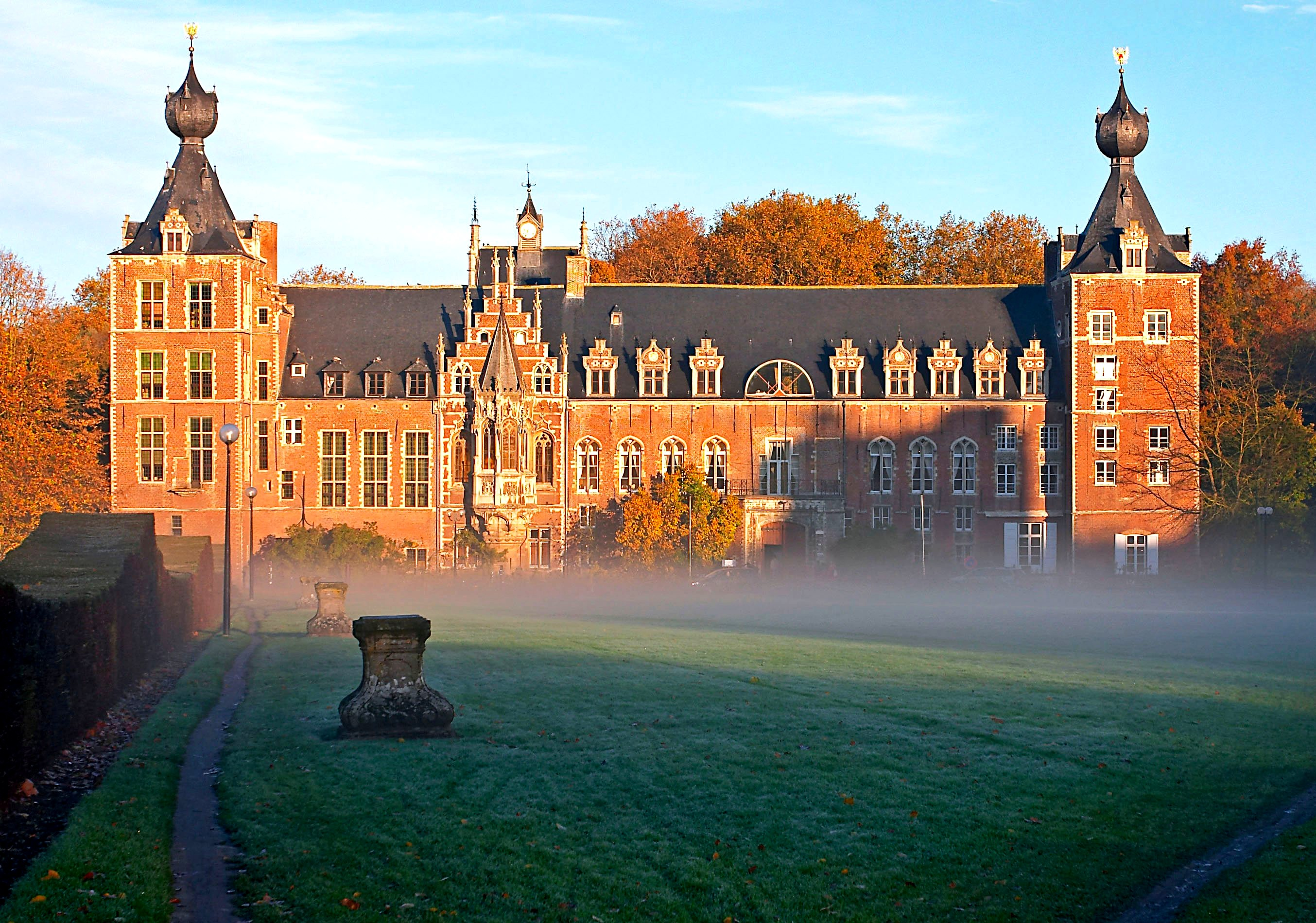
Левенський університет

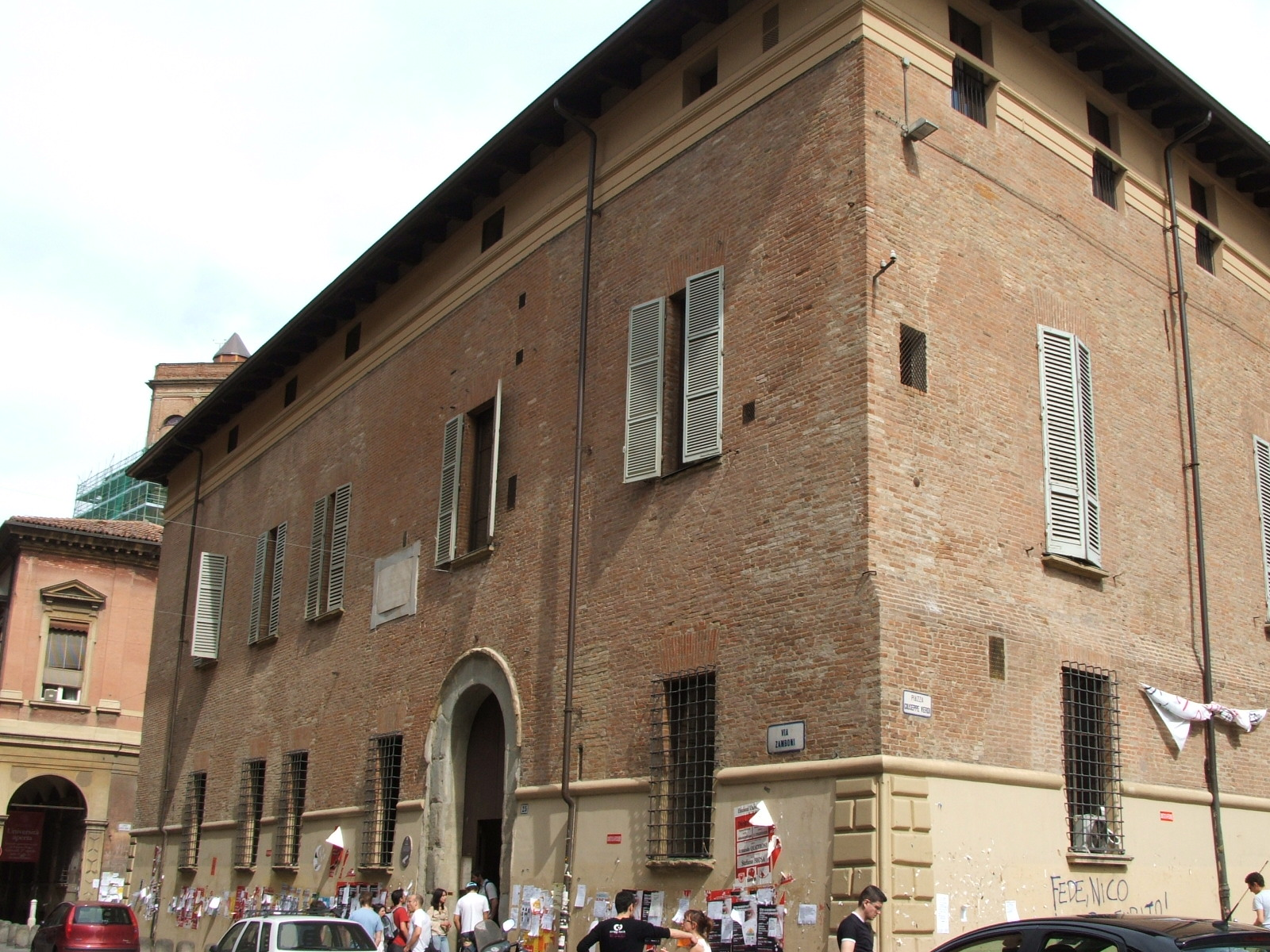
Болонський університет

Петро Данилович гербу Сас (пол. Piotr Daniłowicz; 1598[джерело?] – 1645, Тернопіль[джерело?]) — магнат, військовий та державний діяч Речі Посполитої. Представник давньоруського роду Даниловичів.

## Життєпис
Народився у Крем'янці[джерело?]. Син каштеляна львівського Миколи Даниловича його дружини Гелени Уханської з Белза.
Був одним з найосвіченіших людей свого часу[джерело?]. Навчався в університетах Мюнхена, Понт-а-Муссона в Лотарингії (1617/1618) та у Левенському католицькому університеті в Бельгії (1619), Болонському університеті в Італії (1620). Був послом від Люблінського воєводства на Сейми 1623, 1628, 1629, 1635, 1637 років.

### Посади, звання
Ротмістр Його Королівської Милості, підстолій (1634 р.), стольник (1636 р.), крайчий великий коронний (1638 р.), староста парчівський, крем'янецький.

### Шлюби, діти
Перед 1625 роком одружився з Катажиною Беатою Шамотульською з Крем'янця[джерело?]. У шлюбі народилась:
- Гелена Урсула, підписувалася «з Журова»[9] (пом. до 1669), яка чотири рази виходила заміж:
  - 1. біля 1646 — за Теодора Кароля Тарновського (1618—1647, староста клобуцький, кшепіцький, жижморський) (друга дружина);
  - 2. біля 1648 за королівського придворного Казимира Мелхіадеса Сапігу (1625—1654) — сина хорунжого литовського Миколи Сапіги;
  - 3. за придворного королівського Яна Константія Міхаловського;
  - 4. за Самуеля Єжи Пражмовського. У всіх шлюбах народилась єдина донька Катерина Сапіга.

Друга дружина — Христина Вишневецька (1602,Брацлав — 1654, Вінниця, за Ш. Старовольським, був її надгробок, донька князя Адама Вишневецького), з 1631 року був другим її чоловіком (перший — Микола Єло-Малинський). У шлюбі народились:
- Ян (Іван) Карл (1633—1683) — ротмістр, крайчий коронний, одружений з Феліціаною з Вилкова
- Володислав Вінцент (1635, Крем'янець — 1662)
- Урсула[12] (1642—?), яка виходила заміж двічі:

1. 1667 за полковника Й. К. М., воєводу брацлавського Яна Потоцького († 1676) (друга дружина)
2. до 1683 за крайчого литовського, воєводу берестейського Владислава Йосафата Сапегу († 1733), народилась донька Йоанна Сапіга, з ним розлучилась 1693 року.[13]